# Engelbrekt Engelbrektsson
Engelbrekt Engelbrektsson (1390 – Engelbrektsholmen, 1436) è stato un rivoluzionario svedese.
Capopopolo della Dalarna, nel 1434 fece scoppiare una grande rivolta contro Eric di Pomerania. Nel 1435 fu nominato Rikshövitsman di Svezia ad Arboga.
Resse la Svezia per poco tempo, poiché nel 1436 fu assassinato dal nobiluomo Måns Bengtsson per dispute familiari.